# 인천해원초등학교
인천해원초등학교는 대한민국 인천광역시 서구에 있는 공립 초등학교이다.

## 학교 연혁
- 2010.11.19 인천해원초등학교 착공
- 2011.01.17 인천해원초등학교 준공
- 2012.03.01 인천해원초등학교 개교(초등 24학급, 유치원 3학급)
- 2012.03.01 초대 김정연교장 취임(교감1, 남교사 7명, 여교사 21명)
- 2012.04.10 학부모학교참여 사업 선정
- 2012.04.30 '찾아가는 갤러리'전시회(4/30~5/25)
- 2012.05.07 국립오페라단 본교 체육관 공연(피가로의 결혼)
- 2012.05.10 창작극 '장군각시' 관람(인천종합문화예술회관)
- 2012.05.11 인천시립교향악단 정기 연주회 관람
- 2012.06.23 드로잉쇼 관람(서구문화회관)
- 2012.07.11 중국상해소주인보신문학교 국제교류
- 2012.07.20 인천시립교향악단 챔버앙상블 본교 체육관 공연
- 2012.08.31 인천국악예술단 본교 체육관 공연
- 2012.09.01 학급증설(초등24학급 → 36학급)
- 2012.10.31 진로 관련 뮤지컬 초청 본교 체육관 공연
- 2012.11.02 특별실 개관(실과실)
- 2012.11.09 개교기념 해원새싹큰잔치 및 가을문화예술콘서트
- 2012.12.07 지역사회와 함께하는 퍼니밴드 공연
- 2013.02.15 제1회 졸업식(남:63명, 여:87명, 계 150명 누계 150명)
- 2013.02.21 인천광역시교육청 학교도서관 확충 공모사업 선정
- 2013.03.04 42학급 편성(초등 41학급, 특수 1학급 유치원 4학급)
- 2013.04.11 인천광역시교육청 학부모학교참여지원사업 선정(180만원 지원)
- 2013.06.13 이지오누리도서관 개관식 및 개관 공연